# Medina Sidonia
Medina Sidonia és una localitat de la província de Cadis, Andalusia, Espanya. Limita al nord-oest amb El Puerto de Santa María i Puerto Real, al nord amb Jerez de la Frontera, Arcos de la Frontera i Paterna de Rivera, al nord-est amb Ubrique i San José del Valle, a l'oest amb San Fernando, Cadis i Chiclana de la Frontera, a l'est amb Benalup-Casas Viejas i Alcalá de los Gazules, al sud-oest amb Conil de la Frontera, Vejer de la Frontera i Barbate, al sud amb Tarifa i al sud-est amb Los Barrios i Algesires.

## Història
Hi ha indicis de poblament de la comarca al final de l'edat del bronze. Al lloc anomenat "Cerro de las Madres" s'han trobat fragments de ceràmiques fetes a mà i alguns objectes de pedra. Se suposa que aquests pobladors estaven relacionats amb la cultura tartèssia; després van arribar els fenicis des de Sidó que van fundar una ciutat que es va dir també Sidó al lloc del poblat indígena. Va passar després als cartaginesos. Al segle iii aC els romans van ocupar la regió i al segle I es va edificar el nou nucli urbà que ocupava l'espai de l'actual conjunt històric. August la va promoure de municipalitat a colònia de dret romà (civitas optimo jure) amb el nom d'Asido Caesarina Augusta. Estava situada dins la província Ulterior o Bètica, i dins el convent jurídic Hispalensis (amb capital a Hispalis). Durant el període visigot fou capital de comtat i seu episcopal sufragània d'Hispalis, sent coneguda com a Asidona.
El 712 la ciutat fou conquerida sota Musa ibn Nusayr després d'un setge. Des de vers el 743 fou centre d'una cora o districte anomenat Shaduna (àrab Shadūna, transcripció en català Xadúna, també apareix com Saduna). El 745 s'hi van reunir els rebel qaysites d'al-Sumayl i els rivals kalbites d'Abu l-Djattar. La ciutat fou coneguda localment con Asido però els musulmans l'anomenaven Madinat Ibn Salim. La cora limitava al nord amb la de Sevilla (Hispalis) i la de Morón; a l'est amb la d'Algesires; i al sud o oest amb la mar. No és clar que la capital fos sempre a Asido, ja que també s'esmenta Sharish (Xeres), Arcos, Qadis (Cadis) i una població esmentada com Hadirat Qaslana. La cora tenia diversos districtes (Rota, Arcos, Medina Sidonia, Nablab, Sanlúcar, Galyana, al-Kanatir, al-Aqwas i Kalat Ward) sent les poblacions principals Cadis i Xeres. Algesires en fou part un temps però després va formar una cora separada. El 844 hi van fer una incursió els normands o madjus que van ocupar Cadis, si bé la major part van remuntar el Guadalquivir cap a Sevilla.
La família o clan amazic dels Banu Khazrun es va establir a la cora i a la caiguda del califat omeia de Còrdova van establir la seva taifa a Arcos sent reconeguts per Xeres i Cadis. La taifa va tenir tres governants abans de ser conquerida pels abbàdides de Sevilla:
- Muhàmmad ibn Khazrun ibn Abdun al-Khazarí Imad-ad-Dawla (1012-1030)
- Abdun ibn Muhàmmad (1030-1053)
- Muhàmmad ibn Muhàmmad al-Qàïm (1053-1068)

La cora de Shaduna va romandre en poder de Sevilla fins a la conquesta almoràvit el 1090. A la meitat del segle xii es va revoltar a Cadis Ali ibn Isa ibn Maymun seguint el moviment antialmoràvit que va fragmentar l'Àndalus formant les segones taifes. El 1145 va proclamar la sobirania almohade. El 1172 les ciutats d'Arcos i Xeres foren atacades per Ferran II. Ibn Hud fou derrotat en territori de la cora, prop de Xeres, pels castellans. Després de la presa de Sevilla pels cristians el 1248 la cora va quedar sense defensa; El 1262 els castellans entraven a Cadis. El 1264 els mudèjars es van revoltar contra el rei Alfons X el Savi amb suport de Granada, i el regne de Castella va decretar l'expulsió dels mudèjars de la zona sotmetent a Xeres, Medina Sidonia (22 de setembre de 1264), Vejer, Sanlúcar, Arcos i altres, quedant com a fortalesa de frontera contra Granada. Fou seu d'alguns ordes militars (Orde de Santiago i Orde de Santa Maria principalment).
El 1440 va entrar a formar part de la senyoria dels Ducs de Medina-Sidonia.

## Barris
- Santa María
- Santiago
- Santa Catalina
- San Juan de Dios (El Barrio)
- Juan XXIII
- Constitución
- La Paz
- Blas Infante
- Manuel de Falla
- La Azocarrem
- Prado de la Feria
- Huerto de Carlos III
- Mirador de la Bahía